# 國生千代
國生 千代（こくしょう ちよ、1992年1月18日 - ）は、東海テレビ放送 (THK) のアナウンサー。
元NTB所属のフリーアナウンサー、タレント、リポーター、記者、キャスター。

## 人物
大阪府生まれ、兵庫県三田市育ち。
関西学院大学総合政策学部卒業後、兵庫県から北海道札幌市に移住し、2016年4月からNHK札幌放送局の契約キャスターとして活動。
その後2018年4月にNHK大阪放送局に異動。2年振りに関西に戻り、夕方のニュース『ニュースほっと関西』のリポーターとして出演。同番組の新コーナーほっとタウンを担当していた。
2020年4月より、両親と名古屋移住。NTB所属のフリーアナウンサー、タレントとなった。東海地方を拠点に活動。
岐阜県立国際園芸アカデミーの「PR大使」である。
2022年4月、東海テレビに移籍。
2024年4月15日 第1子を妊娠中である事、4月末で東海テレビを退社する事をInstagramで発表し、2024年4月よりNTBに2年ぶりに復帰しフリーアナウンサーとなった。。   
。
2025年4月 東海テレビへ復帰した事をInstagramで発表。。   

### 趣味
- コーヒー豆挽き
- 懐メロカラオケ
- スポーツ[7]
- 大自然の中で深呼吸（田舎育ちなので田んぼを見ると心が落ちつく）[8]
- 隠れ鉄子(路面電車好き)

### 特技
- JFAサッカー審判4級（高校時代女子サッカー部キャプテンだった）
- 360度開脚

## 出演

### 現在の担当番組
- 中日新聞テレビ日曜夕刊(2022年4月3日～）
- スイッチ! (これありッ!)(2022年4月1日～）
- ニュースOne（平日版ナレーション）
- FNN Live News days（ローカルパート）
- FNN Live News α（ローカルパート）
- FNN東海テレニュース
- めざましテレビ（ローカルパート）
- めざましどようび（ローカルパート）
- S-PARK（ローカルパート）

### 過去（芸歴）
- 今宮戎神社第60代福娘

#### NHK札幌時代
- 「ほっとニュース北海道」リポーター・企画制作
- ラジオ定時ニュース、気象情報（NHK札幌）

#### NHK大阪時代
- 「ニュースほっと関西」リポーター・企画制作
- 「ぐるっと関西おひるまえ」「ウィークエンド関西」リポーター（NHK大阪）
- 「ごごナマ」中継リポーター（NHK総合）
- 全国高専ロボットコンテスト2018,2019近畿地区大会MC
- inochi Gakusei Mirai Forum×mini WAKAZO Pavillion司会[9]

#### フリー時代
- KEIBA BEAT(東海テレビ・2022年1月9日～2023年3月26日[注釈 1] ) - 中京競馬場（中京）開催時の司会
- 「ぎふナビ!」司会（GBS-TV)
- 「グランパスSTADIUM」司会（ひまわりネットワーク)
- イベントMC、各種ナレーション
- 各局リポーター